# Nieuwpoortkade
De Nieuwpoortkade is een straat in Amsterdam-West.

## Geschiedenis en ligging
De straat kreeg per raadsbesluit van 27 april 1933 haar naam een vernoeming naar de Nieuwpoort, dan wel de Slag bij Nieuwpoort. Ze vormt deels de noordwestelijke oever van het Westelijk Marktkanaal dat hier doodloopt op de Haarlemmerweg. De Nieuwpoortkade begint dan ook aan die snelweg, die in de jaren tien van de 21e eeuw omgebouwd werd tot stadsweg. De Nieuwpoortkade loopt vervolgens naar het zuiden, kruist de Nieuwpoortstraat. Ze loopt daarna nog een stukje door, maar is naar het zuiden toe doodlopend. In deze buurt werd vanaf de jaren dertig van de 20e eeuw een industrieterrein ingericht. Vanaf de kade heeft men uitzicht over de Begraafplaats Vredenhof.

## Gebouwen
De Nieuwpoortkade kent huisnummers van 1 tot en met 30, maar er zitten leemten in de nummering. Er zijn in 2019 adressen van vier gebouwen:
- Nieuwpoortkade 1 en 2, is het Leonardo Da Vinci Bedrijvencentrum, een basisontwerp van Benjamin Merkelbach en Charles Karsten, gebouwd voor de "NV Maatschappij tot Voortzetting van de zaken der firma Willem van Rijn", dat in de loop van de jaren steeds werd aangepast, maar nog duidelijk de hand van de ontwerparchitecten laat zien (rechthoekig); het gebouw heeft een binnenterrein, de toegang tot dat binnenterrein is gelegen aan de Nieuwpoortkade, over de poort is een luchtbrug gebouwd, het gebouw heeft tevens een gevel aan de Haarlemmerweg en Den Brielstraat; in het bedrijvencentrum is onder meer gevestigd Hellingproof, een kunstenaarscollectief, waarvan Miguel Visser een gevelhoge muurschildering heeft gemaakt met een portret van Leonardo da Vinci[1]
- op nummer 5, gebouwen in gebruik bij autobedrijven (verhuur, tankstation, autowasserette)
- huisnummers 16 tot en met 30 en 8 tot en met 29 uit omstreeks 2003 betreft een bedrijfsverzamelgebouw; gebouwd op het terrein van de voormalige betonmortelcentrale ABO.

Aan het begin van de Nieuwpoortkade maar met huisnummer Haarlemmerweg 465 staat het enige monument aan de kade. Op een grasland staat daar rijksmonument Molen De Bloem/De Blom, ook wel 400 Roe (400 roeden, is nagenoeg 1,5 km, vanaf de Haarlemmerpoort).